# Nel van Dijk
Pour les articles homonymes, voir van Dijk.
Petronella Bernardina Maria (Nel) van Dijk, née le 22 octobre 1952 à Tilbourg, est une femme politique néerlandaise.
Membre du Parti communiste des Pays-Bas puis de la Gauche verte à partir de 1989, elle siège aux États provinciaux pour le Brabant-Septentrional de 1982 à 1986 et au Parlement européen de 1986 à 1998. 